# 10105 Holmhällar
(10105) Holmhällar, denumire internațională (10105) Holmhallar, este un asteroid din centura principală de asteroizi.

## Descriere
10105 Holmhällar este un asteroid din centura principală de asteroizi. A fost descoperit pe 6 martie 1992 la Observatorul La Silla în cadrul programului UESAC. Asteroidul prezintă o orbită caracterizată de o semiaxă mare de 3,13 ua, o excentricitate de 0,10 și o înclinație de 0,9° în raport cu ecliptica.